# Антракологија
Антракологија је археоботаничка дисциплина која се бави проучавањем, анализирањем и класификовањем остатака угља пронађеног у стратиграфским слојевима приликом археолошких истраживања. Реч је преузета од француског фр. Anthracologie, односно сложенице од грчког антракс (угаљ) и логос (наука), тако да у буквалном преводу значи наука о (древном) угљу. 